# Desa Sukodono (administrativ by i Indonesien, Jawa Timur, lat -8,12, long 110,96)
Desa Sukodono är en administrativ by i Indonesien.   Den ligger i provinsen Jawa Timur, i den västra delen av landet, 500 km öster om huvudstaden Jakarta.